# استلا اوباسانجو
استلا اوباسانجو (انگلیسی: Stella Obasanjo؛ نوامبر ۱۹۴۵–۲۳ اکتبر ۲۰۰۵ میلادی)؛ بانوی اول نیجریه و تا زمان مرگش همسر اولوسگون اوباسانجو رئیس جمهوری وقت نیجریه بود. وی اوایل دهه ۱۹۹۰ از اولوسگون اوباسانجو جدا شده بود اما آنان هنگامی که در دوره دیکتاتوری سانی آباچا در اواخر دهه ۱۹۹۰ اولوسگون به زندان افتاد آشتی کردند. او ۶ سال بانوی اول کشور بود.
وی به عنوان بانوی اول نیجریه، پس از پیوستن به کمپین مبارزه علیه ختنه زنان، در ۶ فوریه ۲۰۰۳، روز جهانی عدم هرگونه مدارا با مثله‌کردن جنسی زنان را پیشنهاد کرد.
او بر اثر جراحی زیبایی لیپوساکشن که در یک کلینیک فوق‌العاده در ماربلای اسپانیا انجام شده بود، در ۲۳ اکتبر ۲۰۰۵ میلادی درگذشت.